# Sadia Groguhé
Sadia Groguhé, née à Istres, est une femme politique franco-canadienne. Lors de l'élection fédérale du 2 mai 2011, elle est élue députée de la circonscription de Saint-Lambert sous la bannière du Nouveau Parti démocratique. Elle ne parvient toutefois pas à obtenir un deuxième mandat dans la circonscription de Longueuil—Charles-LeMoyne lors de l'élection fédérale du 19 octobre 2015.

## Biographie
Madame Groguhé a une maîtrise en psychologie et a travaillé en France dans le domaine de l’insertion sociale et professionnelle pour les personnes en difficulté, jeunes et adultes. Formée à l’analyse transactionnelle comme outil thérapeutique, elle a également été formatrice en sessions individuelles et en groupes.
Militante associative, elle a notamment été présidente de l’association Istres égalité.
Ne dissociant pas l'engagement citoyen de l'engagement politique, elle est candidate indépendantes aux élections cantonales de 1994. Remarquée par  Jacques Siffre, maire socialiste d'Istres, elle est candidate aux municipales de 1995. Élue, elle devient conseillère municipale chargée de l’intégration jusqu'en 2000. Elle quitte son mandat après la naissance de ses enfants.
Avec son mari, d'origine ivoirienne, ils décident de quitter la France et émigrent en 2005 après avoir déposé une demande de visa en 2003.
Sadia Groguhé s'engage au NPD. Elle est candidate pour ce parti aux élections fédérales de 2011 dans la circonscription québécoise de Saint-Lambert, elle bat la députée bloquiste sortante Josée Beaudin et devient députée en obtenant 42,65 % des suffrages.
À la suite du décès de Jack Layton, elle donne son appui à Thomas Mulcair lors de la course à la chefferie du parti de 2011-2012.
Madame Groguhé fut leader parlementaire adjointe ainsi que porte-parole adjointe du NPD en matière d’immigration, de citoyenneté et de multiculturalisme entre 2011 et 2013. À la suite du remaniement du cabinet fantôme de l’Opposition officielle en août 2013, elle occupera les fonctions de whip adjointe du NPD et de porte-parole adjointe en matière d’emploi et de développement social jusqu'en 2015.
Le redécoupage électoral de 2013 supprime sa circonscription. Elle subit un revers au cours des élections fédérales de 2015 dans la circonscription de Longueuil—Charles-LeMoyne (qui reprenait une partie de son ancienne circonscription), au profit de la candidate libérale Sherry Romanado.
En 2017, elle annonce son retour en politique en candidatant à la mairie de Longueuil, elle prend la direction d'« Option Longueil », nouvelle mouture du parti Option Greenfield Park, dirigé par le conseiller municipal de Greenfield Park, Robert Myles. Le parti présente une équipe complète mais le 5 novembre 2017 Mme Groguhé n'obtient que 14,73 % et termine troisième et dernière, Mme Sylvie Parent étant élue de quelques voix devant Mme Josée Latendresse. « Option Longueil » obtient toutefois trois élus.

### Vie personnelle
Mme Groguhé est mariée et mère de quatre enfants.

## Résultats électoraux
|       | Candidat               | Parti              | # de voix | % des voix |
|       | Thomas Barré           | Conservateur       | +04 961,  | 9,59 %     |
|       | Philippe Cloutier      | Bloc québécois     | +13 974,  | 27,03 %    |
|       | Sherry Romanado        | Libéral            | +18 301,  | 35,39 %    |
|       | (X) Sadia Groguhé      | NPD                | +12 468,  | 24,11 %    |
|       | Mario Leclerc          | Vert               | +01 510,  | 2,92 %     |
|       | Matthew Iakow Liberman | Rhinocéros         | +00325,   | 0,63 %     |
|       | Pierre Chénier         | Marxiste-léniniste | +00168,   | 0,32 %     |
| Total | Total                  | Total              | 51 707    | 100 %      |

|       | Candidat                | Parti          | # de voix | % des voix |
|       | Qais Hamidi             | Conservateur   | +04 396,  | 10,02 %    |
|       | (sortant) Josée Beaudin | Bloc québécois | +11 353,  | 25,88 %    |
|       | Roxanne Stanners        | Libéral        | +08 463,  | 19,3 %     |
|       | Sadia Groguhé           | NPD            | +18 705,  | 42,65 %    |
|       | Carmen Budilean         | Vert           | +00944,   | 2,15 %     |
| Total | Total                   | Total          | 43 861    | 100 %      |

## Sources
1. ↑  « Sadia Groguhé dépose officiellement sa candidature », Le Courrier du sud, 30 septembre 2017, cosulté le 1er mai 2025
2. ↑  « Longueuil : trois femmes, trois visions », sur Radio-Canada.
3. ↑  « "Il n’y a pas de véritable renouveau", estime Sadia Groguhé », Le Courrier du sud, 06 novembre 2017.
4. ↑  Élections Canada.

- Portrait de Sadia Groguhé dans La Provence.